# Nazareno Móttola
Nazareno Móttola (Berazategui, Buenos Aires; Argentina; 14 de abril de 1982) es un actor y humorista argentino.

## Carrera artística
Nazareno Móttola empezó a trabajar en un circo, donde aprendió el oficio. En 1998 ―a los 15 años― fue «descubierto» por el empresario Marcelo Tinelli. En su programa El Show de Videomatch, fue la figura de las cámaras ocultas La peor clase de tu vida.
Trabajó en Canal 9, en el programa De 9 a 12.
A causa de la crisis económica de 2001 en la Argentina, quedó sin trabajo en la televisión, y viajó a México, donde residió por un tiempo y actuó como artista circense. En el 2004 trabajó en el programa infantil Yo soy Panam en el personaje del Mono Mococo.
A comienzos de 2008, volvió a la televisión, hizo humor en el vespertino BdV: Bien de Verano, por el canal Magazine.
Poco después, se convirtió en un personaje popular, contratado por Telefé. Allí, realizó la parte humorística en cuatro programas: El Muro Infernal, con Marley (2008-2009); AM: Antes del Mediodía, con Verónica Lozano y Leo Montero; Justo a Tiempo, con Julián Weich (2009-2009); 3, 2, 1 ¡A Ganar! (2010), con Marley.
En 2009, trabajó en la obra de teatro Más respeto que soy tu madre, protagonizada por Antonio Gasalla, y fue una de las obras más exitosas de los últimos años en Argentina.
En 2013, participó en el concurso Celebrity Splash, donde se consagró en la final con el 88 % de los votos superando a Ximena Capristo, gracias a eso tuvo su participación especial en Susana Giménez, en la sección de juegos de «Mi hombre puede». Después estuvo en La Nave de Marley y Peligro: sin codificar hasta 2019. En 2021 formó parte de Polémica en el bar y Showmatch: La Academia. En 2022 fue invitado al El hotel de los famosos. Desde 2024 forma parte de Stream Master, junto a Pachu Peña, Pichu Straneo, Walter Lópéz y Javi Fernández.

## Personajes principales
- El Show de Videomatch: En sus comienzos encarnó a Nazareno, un adolescente torpe que se daba golpes por doquier en las cámaras ocultas
- El Muro Infernal: Sus interpretaciones más destacadas son las del Oso, el Piletero, el Mozo del Canal, y Fernandito.
- Justo a tiempo: hizo el papel de la Foca Negra.
- 3, 2, 1 ¡A Ganar!: sus personajes más destacados fueron Pascualín y el Italiano.
- Más respeto, que soy tu madre: interpretó al segundo hijo del personaje de Antonio Gasalla, llamado Caio, adicto a la marihuana.
- Peligro: sin codificar: interpretó al Rebo 4 y a la Rata Miedosa a lo largo de cinco años.
- Susana Giménez: secretario de Susana Giménez[8] en “Mi hombre puede”, pero luego fue reemplazado por Mariano Iudica.[9] En el año 2016, vuelve al aire, con una versión denominaba "Mi mujer puede" con Nazareno Móttola como secretario, allí se desempeñó hasta 2019.

## Filmografía

### Televisión
| Año                 | Programa                | Rol / Papel                                     | Notas                                                                  | Canal   |
| 1998-2001           | Videomatch              | Nazareno                                        | Cámaras Ocultas                                                        | Telefe  |
| 2004-2006           | De 9 a 12               | Humorista                                       |                                                                        | Canal 9 |
| 2008                | Bien de verano          | Humorista                                       | Ciudad Magazine                                                        |         |
| 2008-2009           | El muro infernal        | El Oso El Piletero El Mozo del Canal Fernandito | Telefe                                                                 |         |
| 2009-2011           | Justo a Tiempo          | La foca negra                                   | Telefe                                                                 |         |
| 2010                | 3, 2, 1 ¡A ganar!       | Pascualin El Italiano                           | Telefe                                                                 |         |
| 2013                | Celebrity Splash        | Participante                                    | Ganador                                                                | Telefe  |
| 2013-2019           | Susana Giménez          | Partener                                        | Secciones                                                              | Telefe  |
| 2013-2015 2017-2019 | Peligro: Sin Codificar  | Rebo 4 La Ratita                                |                                                                        | Telefe  |
| 2014                | La Nave de Marley       | El clon de Marley Cerebro El 2 clon de Noelia   | Telefe                                                                 |         |
| 2014                | Tu Cara Me Suena 2      | Loco Mía                                        | Acompañando a Laura Esquivel y Jey Mammón (Gala 28º)                   | Telefe  |
| 2015                | Tu Cara Me Suena 3      | Quico                                           | Acompaña a Flavio Mendoza (Gala 13º)                                   | Telefe  |
| 2015                | Tu Cara Me Suena 3      | Katy Perry Steven Tyler Luis Miguel             | Participación humorística                                              | Telefe  |
| 2016                | Polémica en el Bar      | El "trapito"                                    | Participación especial                                                 | Telefe  |
| 2016                | Loco por vos            | Un vendedor de ropa                             | Participación especial (1 cap.)                                        | Telefe  |
| 2017                | Con amigos así          | Humorista                                       |                                                                        | Canal 9 |
| 2017                | Fanny, la fan           | Valerio                                         | Telefe                                                                 |         |
| 2017                | La Peña de Morfi        | Payaso totito                                   | Telefe                                                                 |         |
| 2020 - 2021         | Polémica en el bar      |                                                 | América Televisión                                                     |         |
| 2021                | Showmatch: La Academia  | Reemplazo                                       | Reemplaza a Pachu Peña en el duelo de pole dance                       | eltrece |
| 2021                | Showmatch: La Academia  | Invitado especial                               | Invitado con Pachu Peña en Salsa de a tres                             | eltrece |
| 2021                | Showmatch: La Academia  | Reemplazo                                       | Reemplaza a Rodrigo Tapari en una que sepamos todos y ritmo del jurado | eltrece |
| 2021                | Showmatch: La Academia  | Participante                                    | Eliminado N°14                                                         | eltrece |
| 2022                | El hotel de los famosos | Invitado                                        |                                                                        | eltrece |

### Cine
| Año  | Título    |
| 2012 | La cola   |
| 2014 | Bañeros 4 |

### Teatro
| Año       | Título                       |
| 2009-2013 | Más respeto que soy tu madre |

### Radio
| Año  | Título        |
| 2024 | Stream Master |